# Nikola Novaković
Nikola Novaković (en serbe cyrillique : Никола Новаковић ; né le 25 décembre 1949 à Novi Sad) est un homme politique serbe. Membre du parti G17 Plus (G17+), il a été député à l'Assemblée nationale de la république de Serbie et a été le vice-président de ce parlement.

## Biographie
Nikola Novaković naît le 25 décembre 1949 à Novi Sad. Il effectue ses études élémentaires et secondaires dans sa ville natale et sort diplômé de la faculté de droit de l'université de la ville. Dans les années 1970, il travaille dans le cabinet d'avocats Zakonitost à Novi Sad. De 1980 à 1984, il travaille pour le cabinet Bogićević-Novaković puis, de 1984 à 2005, il dirige son propre cabinet d'avocats, spécialisé dans le droit civil, commercial et financier.
Sur le plan politique, il est d'abord membre de la Ligue des communistes de Yougoslavie puis, en 2003, il entre au parti G17 Plus. En 1990, il est l'un des fondateurs de l'Association pour la restitution des biens nationalisés (en serbe : Udruženje za vraćanje nacionalizovane imovine).
Aux élections législatives du 28 décembre 2003, Nikola Novaković figure sur la liste du G17+, qui remporte 11,46 % des suffrages et obtient 34 sièges sur 250 à l'Assemblée nationale de la république de Serbie. Il devient député.
Aux élections législatives du 21 janvier 2007, Nikola Novaković figure à nouveau sur la liste du G17+, emmenée par son nouveau président Mlađan Dinkić. La liste remporte 6,82 % des suffrages et obtient 19 sièges à l'Assemblée nationale de la république de Serbie, ce qui lui vaut un nouveau mandat. Il est membre de la Commission pour la privatisation.
Aux élections législatives anticipées du 11 mai 2008, il figure sur la liste de la coalition Pour une Serbie européenne, soutenue par le président Boris Tadić, qui obtient 38,40 % des suffrages et envoie 102 représentants à l'Assemblée nationale ; Nikola Novaković est reconduit dans son mandat parlementaire ; il est élu vice-président de l'Assemblée nationale,,.